# Simon Verherstraeten
Simon Verherstraeten, né le 14 janvier 1999, est un athlète belge spécialiste des épreuves de sprint. En 2024, il est champion de Belgique du 100 m et du 200 m. Il est le détenteur du record de Belgique du 200 m et avec le relais belge du 4 x 100 m (les « Belgian Falcons »).

## Biographie
Simon Verherstraeten est né le 14 janvier 1999 et est originaire de Kessel en Campine. Depuis 2017, il fait de l'athlétisme de haut niveau. Il privilégie d'abord les haies pour passer ensuite aux 100 m et 200 m. Parallèlement, il fait des études secondaires au collège Sint-Gummarus à Lierre et des études universitaires à la KU Leuven à Louvain. En 2023, il obtient le diplôme d'ingénieur dans le secteur des énergies renouvelables. Depuis sa sortie des études, il travaille pour l'entreprise Tractebel.
Verherstraeten participe au 110 m haies aux Championnats d'Europe U20 2017 à Grosseto et est éliminé en demi-finale. Deux ans plus tard, il participe au 4 x 100 m aux Championnats d'Europe U23 à Gävle. Avec Kobe Vleminckx, Antoine Snyders et Raphael Kapenda, il remporte une médaille de bronze.
En 2022, Verherstraeten est sélectionné pour les Championnats d'Europe d'athlétisme de Munich dans l'équipe belge de relais 4 x 100 m. Il atteint la finale avec l'équipe de relais belge avec un record de Belgique. En finale, il est remplacé par Jordan Paquot.
En juin 2024, il parvient en finale des Championnats d'Europe d'athlétisme 2024 à Rome avec le relais 4 x 100 m également constitué de Kobe Vleminckx, Ward Merckx et Antoine Snyders. Les Belgian Falcons obtiennent une 4e place en 38,65 s. 
Le 14 juillet 2024, il bat le record de Belgique du 200 m lors du Meeting Resisprint dimanche à La Chaux-de-Fonds en Suisse avec un chrono de 20,13.
Lors des Relais mondiaux 2025 à Canton, le relais belge du 4 x 100 m constitué de Robin Vanderbemden, Antoine Snyders, Kobe Vleminckx et Simon Verherstraeten réalise le 11 mai 2025 un chrono de 38 s 49, nouveau record de Belgique. Ce record qualifie le relais belge des Belgian Falcons pour les Championnats du monde d'athlétisme 2025 à Tokyo. Le 3 août 2025, il remporte la médaille d'or sur 200 m aux Championnats de Belgique d'athlétisme 2025 à Bruxelles. 
Il est affilié au club d'athlétisme AV Lyra-Lierse.

## Titres dans les championnats nationaux
Extérieur
| Épreuves | Année |
| -------- | ----- |
| 100 m    | 2024  |
| 200 m    | 2024  |
| 200 m    | 2025  |

## Records personnels
Extérieur
| Épreuves | Prestation   | Vent     | Date            | Lieu              |
| -------- | ------------ | -------- | --------------- | ----------------- |
| 100 m    | 10,06 s      | +1,9 m/s | 14 juillet 2024 | La Chaux-de-Fonds |
| 200 m    | 20,13 s (NR) | +0,4 m/s | 14 juillet 2024 | La Chaux-de-Fonds |

En salle
| Épreuves | Prestation | Date            | Lieu             |
| -------- | ---------- | --------------- | ---------------- |
| 60 m     | 6,72 s     | 18 février 2024 | Louvain-La-Neuve |

## Palmarès

### 60 m
- 2023:  Championnats de Belgique d'athlétisme en salle 2023 – 6,89 s
- 2024:  Championnats de Belgique d'athlétisme en salle 2024 – 6,74 s
- 2025:  Championnats de Belgique d'athlétisme en salle 2025 – 6,69 s

### 100 m
- 2022:  Championnats de Belgique d'athlétisme 2022 – 10,49 s
- 2024:  Championnats de Belgique d'athlétisme 2024 – 10,15 s
- 2025:  Championnats de Belgique d'athlétisme 2025  - 10.31 s

### 200 m
- 2019:  Championnats de Belgique d'athlétisme 2019 – 21,63 s
- 2024:  Championnats de Belgique d'athlétisme 2024 – 20,60 s
- 2025:  Championnats de Belgique d'athlétisme 2025 – 20,68 s

### 110 m haies
- 2017: 8e en demi-finale Championnats d'Europe U20 à Grosseto – 14,35 s

### 4 x 100 m
- 2019:  Championnats d'Europe d'athlétisme U23 à Gävle – 39,77 s
- 2022: 6e Championnats d'Europe d'athlétisme 2022 à Munich (séries - 38,73 s (NR))
- 2024: 4e Championnats d'Europe d'athlétisme 2024 à Rome – 38,65 s (38,55 s (NR) en séries)